# Internationella militärinsatsen i Libyen 2011
Den internationella militärinsatsen i Libyen 2011, Nato:s kodnamn Operation Unified Protector, var en operation för upprätthållandet av flygförbudszon över Libyen som aktiverades den 19 mars 2011, dagen efter att FN:s säkerhetsråd antog resolution 1973, men även för upprätthållande av vapenembargot mot Libyen. Insatsen som föreslogs under libyska inbördeskriget 2011 ska förhindra att styrkor lojala till Muammar Gaddafi angriper oppositionen och civilbefolkningen, främst genom luftangrepp.[källa behövs] Resolutionen innehåller ingen fullmakt att stöda någon part i konflikten, utan betonar i inledningen landets självbestämmanderätt. Resolutionen kräver "ett omedelbart eldupphör" och auktoriserar världens länder att etablera en flygförbudszon över Libyen och att använda alla nödvändiga medel förutom ockupation för att skydda civilbefolkningen.

## Bakgrund
Den 12 mars 2011 föreslog Arabförbundet att en flygförbudszon över Libyen skulle upprättas. Förslaget stöttades av Storbritannien och Frankrike. Den 17 mars höll säkerhetsrådet ett möte om förslaget. 10 länder röstade för, medan 5 lade ner sina röster. Inget land röstade mot förslaget.
Den 18 mars utlyste Libyens utrikesminister Mussa Kussa en vapenvila, som dock bröts samma dag, då libyska styrkor gick till fortsatt angrepp mot Ajdabiya och Misratah, och regeringslojala soldater fortsatte sin framstöt mot Bengazi.
Den 19 mars trädde flygförbudszonen i kraft, när franska flygplan påbörjade uppdrag över Libyen, medan Royal Navy blockerade den libyska kusten. Luftangrepp mot libyska militärfordon från franska flygplan har sedan bekräftats, och den amerikanska jagaren USS Barry avfyrade 112 Tomahawkrobotar mot det libyska luftvärnssystemet. FN-resolutionen tillåter luft-attacker mot libyska marktrupper och "krigsfartyg" som utgör ett hot mot civilbefolkningen.
Den 28 mars kom en informell förfrågan till Sverige från Nato om att skicka Jas 39 Gripen till Libyen. Den 29 mars beslutade regeringen att Sverige skulle bidra till insatsen.
Ledaren för Nationella libyska rådet, Mustafa Abdul Jalil som tidigare var justitieminister i Libyen, har utlovat oljekontrakt till företag från de länder som deltagit i Internationella militärinsatsen mot Libyen.
Det svenska kodnamn för den internationella militärinsatsen i Libyen 2011 kallas för Operation Karakal och fick också först beteckningen Flyginsats Libyen (FL01)) för att sedan slutet av juni 2011 betecknas med FL02.

## Operations namn
- NATO: Operation Unified Protector

Innan Nato tog full kontroll över verksamheten kl 06:00 (GMT) den 31 mars 2011 (det bör noteras att koalitionsstyrkorna fortfarande är uppdelade i respektive nationella operationer), var den militära interventionen uppdelad i form av flygförbudszon och sjöblockad:
- Belgien: Operation Odyssey Dawn och/eller Operation Freedom Falcon[21]
- Frankrike: Opération Harmattan
- Kanada: Operation Mobile
- Storbritannien: Operation Ellamy
- Sverige: Operation Karakal (Även känd som Flyginsats Libyen (FL02))
- USA: Operation Odyssey Dawn
- Italien,[22]
- Danmark,[23][källa behövs]
- Norge[källa behövs] Operation Odyssey Dawn[24]

## Deltagande länder

Deltagande länder
Libyen

I samband med att säkerhetsrådet röstade igenom resolution 1973, kom tio länder till en början att anmäla sig för att bidra till att upprätthålla flygförbudszonen.
BelgienSex stridsflygplan av typen F-16 Fighting Falcon samt ett minröjningsfartyg
DanmarkSex stridsflygplan av typen F-16 Fighting Falcon.
FrankrikeBidrar med stridsflygplan av typen Mirage 2000D, Mirage 2000-5  och Dassault Rafale samt den stridsgrupp som ingår runt hangarfartyget Charles De Gaulle (R91).
Förenade Arabemiraten24 stridsflygplan av typen Dassault Mirage 2000-9 samt ett antal F-16 Fighting Falcon.
GreklandFyra stridsflygplan av typen F-16 Fighting Falcon samt två fregatter och ett signalspaningsflygplan av typen Embraer R-99.
ItalienUpplåter sina flygbaser till deltagande länder.
KanadaSex stridsflygplan av typen CF-18 samt fregatten HMCS Charlottetown (FFH 339).
NederländernaSex stridsflygplan av typen F-16 Fighting Falcon samt ett KC-10 Extender lufttankningsflygplan.
NorgeBidrog med sex stridsflygplan av typen F-16 Fighting Falcon samt ett signalspaningsflygplan av typen P-3 Orion. Avslutade sin insats den 3 augusti 2011.
QatarFyra till sex stridsflygplan av typen Dassault Mirage 2000-5EDA.
SpanienFyra stridsflygplan av typen F/A-18 Hornet, ett flygplan för lufttankning, fregatten Álvaro de Bazán, ubåten Tramontana (S74) och ett transportflygplan av typen CASA CN-235.
StorbritannienBidrar med ett antal stridsflygplan av typerna Eurofighter Typhoon, Panavia Tornado, en ubåt av Trafalgarklass och två fregatter.
SverigeSveriges regering beslutade, efter en informell förfrågan av NATO, den 29 mars att Sverige skulle bidra med sina militära tillgångar. Den svenska operationen i Libyen, benämndes först som FL 01, och bestod av 150 man inklusive besättning till åtta Jas 39 Gripen, ett TP 84 och ett signalspaningsflygplan, Flygplan S 100 B. Den nya benämningen för Sveriges insats är FL02.
USABidrar med ett antal fartyg och ubåtar och ett antal attack- och bombplan, bland annat B-2, Harrier II, F-15 och F-16.

## Länder som inte stödde operationen
De fem länderna som i säkerhetsrådet lade ner sina röster vid antagandet av FN:s resolution 1973 är Brasilien, Indien, Kina, Ryssland och Tyskland. Vidare motsätter sig Afrikanska unionen, operationen, liksom Kuba, Nicaragua och Venezuela samt Syrien.

## Referenser

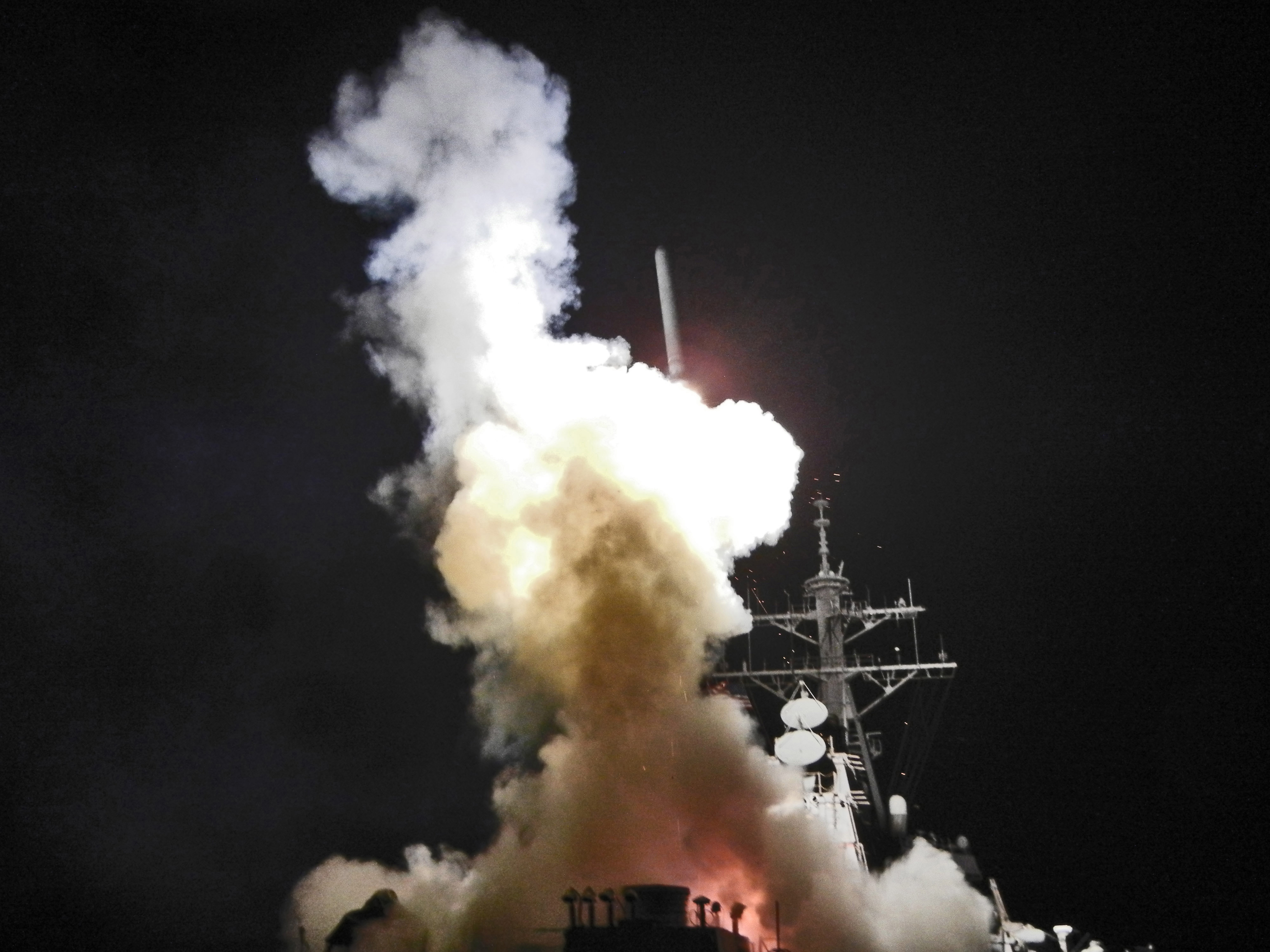
Den amerikanska jagaren USS Barry (DDG-52) avfyrar en av cirka 112 (19 mars) Tomahawkrobotar i stöd till flygförbudszon.